# Wahlkreis Dresden 2 (2014–2019)
Der Wahlkreis Dresden 2 (Wahlkreis 42) war ein Landtagswahlkreis in Sachsen.
Er war einer von sieben Dresdner Landtagswahlkreisen und umfasste im Dresdner Südosten den gesamten Stadtbezirk Leuben, den Stadtbezirk Loschwitz (ohne die Dresdner Heide) sowie vom Stadtbezirk Prohlis die statistischen Stadtteile Prohlis-Nord, Prohlis-Süd und Niedersedlitz. Bei der letzten Landtagswahl (im Jahr 2019) waren 63.508 Einwohner wahlberechtigt.
Der Wahlkreis wurde in dieser Form zur Landtagswahl 2014 gebildet – er umfasste Gebiete, welche zuvor zum Wahlkreis Dresden 2 (Wahlkreis 44) und Wahlkreis Dresden 6 (Wahlkreis 48) gehörten. Sein Gebiet wurde bei der Neugliederung der Wahlkreise im Jahr 2023 auf die neugebildeten Wahlkreise Dresden 3 (Wahlkreis 42) und Dresden 4 (Wahlkreis 43) aufgeteilt.

## Wahlergebnisse

### Landtagswahl 2019
Vorläufiges Ergebnis der Landtagswahl am 1. September 2019 im Wahlkreis 42 – Dresden 2:
(Ergebnisse in Prozent)
| Direktkandidat   | Partei               | Direktstimmen | Listenstimmen |
| ---------------- | -------------------- | ------------- | ------------- |
| Christian Piwarz | CDU                  | 32,4          | 30,3          |
| Franziska Fehst  | Die Linke            | 10,8          | 9,1           |
| Kristin Sturm    | SPD                  | 7,7           | 8,1           |
| André Wendt      | AfD                  | 27,8          | 25,5          |
| Andrea Mühle     | GRÜNE                | 13,7          | 11,8          |
| –                | NPD                  | –             | 0,5           |
| Andreas Mogwitz  | FDP                  | 7,5           | 6,6           |
| –                | Freie Wähler         | –             | 3,5           |
| –                | Tierschutz           | –             | 1,3           |
| –                | Piraten              | –             | 0,3           |
| –                | Die PARTEI           | –             | 1,4           |
| –                | BüSo                 | –             | 0,1           |
| –                | ADPM                 | –             | 0,2           |
| –                | Blaue #TeamPetry     | –             | 0,3           |
| –                | KPD                  | –             | 0,1           |
| –                | ÖDP                  | –             | 0,3           |
| –                | Die Humanisten       | –             | 0,2           |
| –                | PDV                  | –             | 0,1           |
| –                | Gesundheitsforschung | –             | 0,5           |

| Wahlberechtigte | 63.508 |
| Wahlbeteiligung | 71,2 % |

### Landtagswahl 2014
Amtliches Endergebnis der Landtagswahl am 31. August 2014 im Wahlkreis 42 – Dresden 2:
(Ergebnisse in Prozent)
| Direktkandidat      | Partei          | Direktstimmen | Listenstimmen |
| ------------------- | --------------- | ------------- | ------------- |
| Christian Piwarz    | CDU             | 34,5          | 38,1          |
| Annekatrin Klepsch  | Die Linke       | 18,0          | 17,9          |
| Christian Avenarius | SPD             | 19,1          | 13,0          |
| Jens Genschmar      | FDP             | 4,7           | 4,3           |
| Achim Wesjohann     | GRÜNE           | 7,3           | 8,6           |
| Frank Krien         | NPD             | 3,5           | 4,2           |
| –                   | Tierschutz      | –             | 1,1           |
| Anna Vogelgesang    | Piraten         | 1,6           | 1,1           |
| Boris Heider        | BüSo            | 0,4           | 0,3           |
| –                   | DSU             | –             | 0,1           |
| Hans-Heiner Krüpper | AfD             | 8,1           | 9,1           |
| –                   | pro Deutschland | –             | 0,1           |
| Horst Jan Kaboth    | Freie Wähler    | 2,8           | 1,3           |
| –                   | Die PARTEI      | –             | 0,7           |

| Wahlberechtigte | 64.446 |
| Wahlbeteiligung | 57,4 % |